# Carmen Argenziano
Carmen Antimo Argenziano (Sharon, 27 de outubro de 1943 – Los Angeles, 10 de fevereiro de 2019) foi um ator americano que já apareceu em mais de 50 filmes e cerca de 100 filmes de televisão ou episódios.

## Vida e carreira
Argenziano nasceu em Sharon, Pensilvânia , filho de Elizabeth Stella e Joseph Guy Argenziano, que era um restaurador.
Um de seus papéis mais conhecidos é como o personagem recorrente Jacob Carter na série de televisão Stargate SG-1. Ele também é um membro vitalício do Actors Studio e foi galardoado com o Prêmio Círculo de Los Angeles Drama Critics por sua atuação como Jack Delasante em um filme de Thomas Babe chamado A Prayer for My Daughter. Argenziano é frequentemente escalado como figuras de autoridade arrogante. Ele foi recentemente escalado como um dos candidatos a vaga de médicos da equipe de Gregory House em House MD , embora como um falso médico, mas foi eliminado.

## Morte
Carmen morreu em 10 de fevereiro de 2019, em Los Angeles, aos 75 anos, devido a um câncer de pulmão. Ele deixou esposa e dois filhos.

## Filmografia
- Punishment Park (1971)
- Grave of the Vampire (1972)
- The Godfather Part II (1974)
- Columbo - "Identity Crisis" (November 2, 1975)
- Once an Eagle (1976) Minisérie
- CHiPs 2ª temporada episódio 15 "Mait Team" (1978)
- The Bionic Woman (1978)
- When a Stranger Calls (1979)
- Buffalo Bill (1981)
- Quarterback Princess (1983) Filme de TV
- Circle of Power (1983)
- Sudden Impact (1983)
- Cheers (1984)
- Naked Vengeance (1985)
- Starchaser: The Legend of Orin (1985)
- The Accused (1988)
- Big Business (1988)
- Stand and Deliver (1988)
- Red Scorpion (1989)
- Booker (1989–1990)
- Knight Rider 2000 (1991) Filme de TV
- Crash Landing: The Rescue of Flight 232 (1992) Filme de TV
- Melrose Place (1992–1994) Filme de TV
- Babylon 5, Episódio "Knives" (1995)
- Broken Arrow (1996)
- Andersonville (1996) Filme de TV
- Walker Texas Ranger (1994, 1997)
- JAG - "We the People" (1997)
- Stargate SG-1 (1998–2005) (24 Episódios)
- A Murder of Crows (1999)
- Blue Streak (1999)
- Gone in 60 Seconds (2000)
- Swordfish (2001)
- Dancing at the Harvest Moon (2002)
- Identity (2003)
- 24 (2003)
- CSI: NY (2006–2008)
- House MD (2007)
- Meteor (2009)
- Criminal Minds - "Demonology" (2009)
- Angels and Demons (2009)
- Mafiosa (2010)
- Castle (2010)
- Don Quixote (2015)